# Coomonte
Coomonte település Spanyolországban,  Zamora tartományban. Coomonte Maire de Castroponce, Santa María de la Vega, Villaferrueña és Alija del Infantado községekkel határos. Lakosainak száma 179 fő (2024).

## Népesség
A település népessége az utóbbi években az alábbiak szerint változott:
| Lakosok száma | 325  | 300  | 266  | 253  | 220  | 194  | 198  | 187  | 194  | 179  |
|               | 2001 | 2004 | 2007 | 2009 | 2012 | 2014 | 2017 | 2019 | 2022 | 2024 |